# Sâu sáp

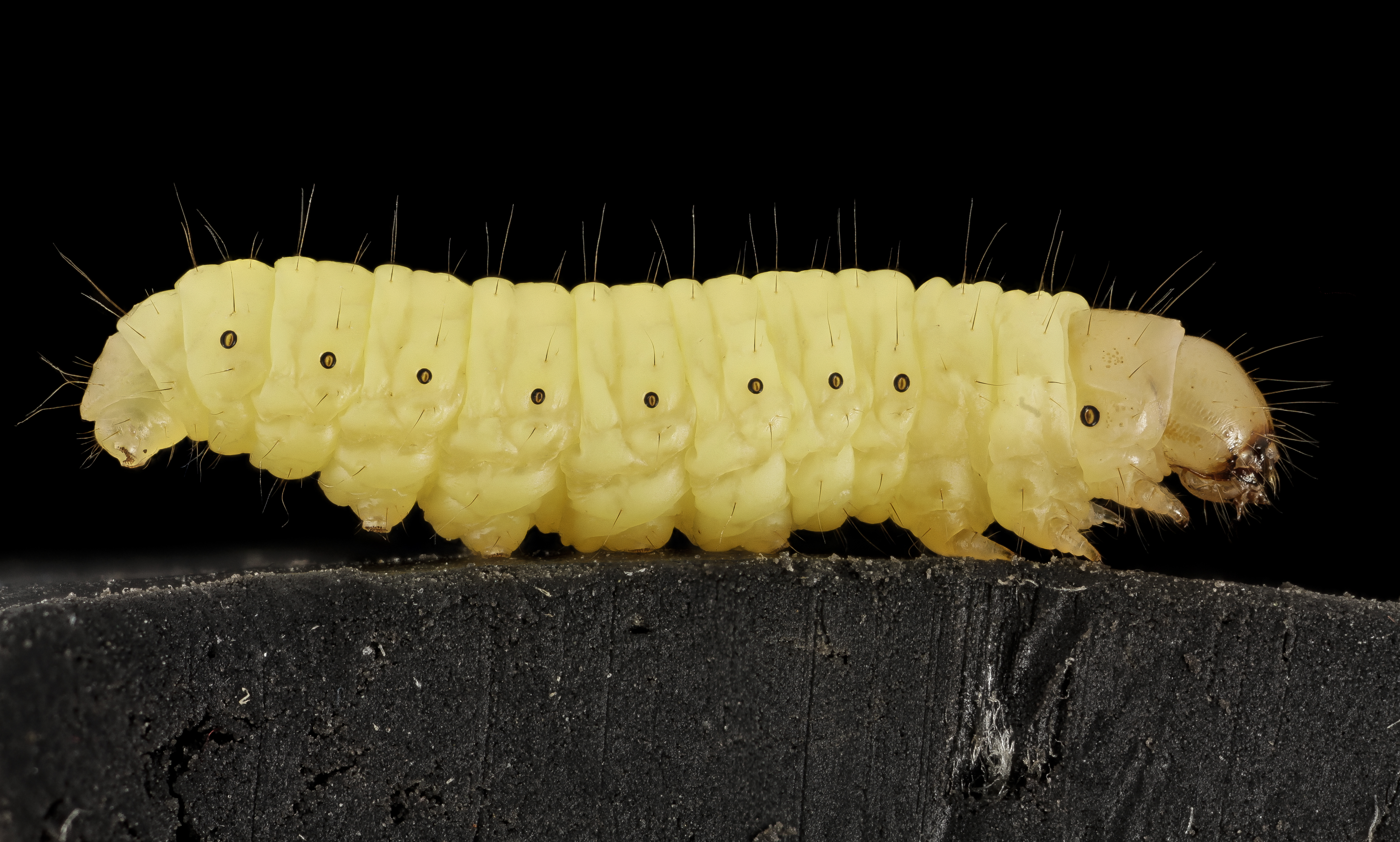
Sâu sáp

Sâu sáp (Waxworm) là loài ấu trùng sâu bướm của loài bướm đêm thuộc họ Pyralidae. Hai loài liên quan chặt chẽ được lai tạo là Achroia grisella và Galleria mellonella thuộc tông Galleriini trong phân họ Galleriinae. Một loài khác có ấu trùng chia sẻ tên đó là Plodia interpuncella. 

## Đặc điểm
Sâu sáp là loài sâu bướm có màu trắng trung bình với bàn chân có đầu màu đen và đầu nhỏ, đen hoặc nâu. Trong tự nhiên, chúng sống như những ký sinh trùng làm tổ trong các đàn ong và ăn kén, phấn hoa, da ong, và nhai qua sáp ong, do đó có tên gọi là sâu sáp. Chúng cũng được ghi nhận là rất thích ăn túi nhựa, khả năng tiêu hóa nhựa của sâu bướm có thể là do sự tương đồng về cấu trúc giữa nhựa và loại sáp ong trong chế độ ăn uống thông thường của chúng.
Tuy vậy việc ứng dụng khả năng ăn nhựa có thể tạo ra những con sâu chứa đầy chất độc toxin, những chất độc này sẽ đi vào chuỗi thức ăn có thể gây hại cho cả môi trường lẫn sức khoẻ con người, nhưng không phải là sử dụng chính những con sâu sáp này, mà là tìm ra enzyme phân hủy chất dẻo trong hệ thống tiêu hóa của chúng để chiết xuất được chất đó, nó có thể được sử dụng như là một phương pháp tiêu hủy tự nhiên và hiệu quả ở các bãi rác.